# Potentilla glabriuscula
Potentilla glabriuscula là loài thực vật có hoa trong họ Hoa hồng. Loài này được (T.T. Yu & C.L. Li) Soják miêu tả khoa học đầu tiên năm 1988.